# Hans Ellegren
Hans Ellegren, född 1962 i Gävle, är en svensk evolutionsbiolog och genetiker verksam vid Uppsala universitet. Han utsågs 1998 till professor i evolutionsbiologi vid Uppsala universitet och kom då närmast från Sveriges lantbruksuniversitet (SLU) där han disputerade 1993.
Han har  tjänstgjort som prefekt, prodekanus och sektionsdekanus vid den teknisk-naturvetenskapliga fakulteten, Uppsala universitet.
Hans Ellegren har publicerat över 300 arbeten. Hans forskargrupp studerar evolutionsbiologiska frågor med metoder från genomik och bioinformatik.
Ellegren är ledamot av Kungl. Vetenskaps-Societeten i Uppsala (sedan 2001),  Kungl. Vetenskapssamhället i Uppsala (2001), Kungliga Vetenskapsakademien (KVA) (2010), Det Norske Videnskaps-Akademi (2015), och European Molecular Biology Organisation (2015). Han är sedan 2013 ständig sekreterare för Kungliga Vetenskaps-Societeten i Uppsala, och sedan 2022 ständig sekreterare för Kungliga Vetenskapsakademien. Han har gett ut boken 'Det svenska forskningslandskapet', en sammanställning av utfall av ansökningar ställda till Vetenskapsrådet, i syfte att stimulera till användningen av öppna kvalitetsregister för kvalitetsutveckling inom forskningen.
Ellegren kom 2019 ut med boken Hvad nytt och nyttigt som behandlar naturvetenskapens intåg i Sverige i början av 1700-talet och tillkomsten av landets äldsta lärda sällskap 1710, Kungl. Vetenskaps-Societeten i Uppsala. I en uppföljande bok, utgiven 2020, behandlas Vetenskaps-Societeten fortsatta historia under perioden 1744-1800. Därefter har han utgivit en tredje volym, Kungl Vetenskaps-Societeten i 1800-talets Uppsala (2022).